# نيل جونز
نيل جونز (بالإنجليزية: Neil Jones)‏ (16 فبراير 1982 نيوزيلندا - ) هو لاعب كرة قدم نيوزلندي يلعب كمدافع.

## روابط خارجية
- نيل جونز على موقع الاتحاد الدولي (مؤرشف)  (الإنجليزية)
- نيل جونز على موقع قاعدة بيانات كرة القدم.إي يو (الإنجليزية)
- نيل جونز على موقع ناشيونال فوتبول تيمز (الإنجليزية)